# Mariazell
Mariazell is een stad in het noorden van de Oostenrijkse deelstaat Stiermarken. De gemeente maakt deel uit van het district Bruck-Mürzzuschlag en telt 3618 inwoners (2022). Het is het belangrijkste bedevaartsoord van Oostenrijk. De basiliek van Mariazell is een belangrijk Mariaheiligdom, waarvan de geschiedenis tot in de 12de eeuw teruggaat. 

Mariazell werd in 2015 uitgebreid met de gemeenten Gußwerk, Halltal en Sankt Sebastian. Mariazell heeft sindsdien een oppervlakte van 414,14 km², waarmee het de grootste gemeente van Stiermarken en de op twee na grootste van Oostenrijk is. 

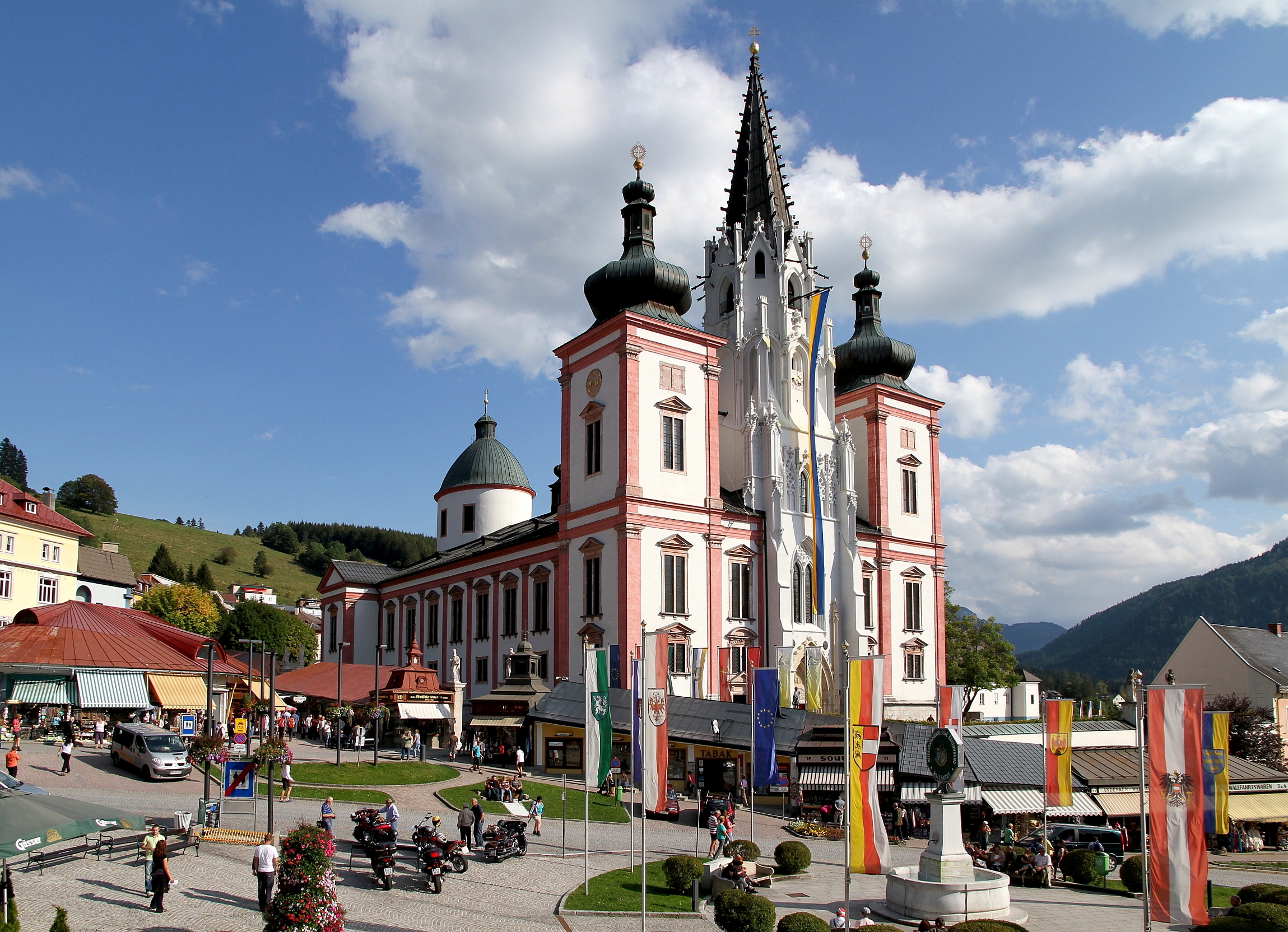
De basiliek van Mariazell

Stadsgemeenten:
Bruck an der Mur · Kapfenberg · Kindberg · Mariazell · Mürzzuschlag

Marktgemeenten:
Aflenz · Breitenau am Hochlantsch · Krieglach · Langenwang · Neuberg an der Mürz · Sankt Barbara im Mürztal · Sankt Lorenzen im Mürztal · Sankt Marein im Mürztal · Thörl · Turnau

Overige gemeenten:
Pernegg an der Mur · Spital am Semmering · Stanz im Mürztal  · Tragöß-Sankt Katharein
- Bibliothèque nationale de France: cb11945066t (data)
- Gemeinsame Normdatei: 4037532-8
- Library of Congress Control Number: n90690495
- Nationale Bibliotheek van Tsjechië: ge188159
- Nationale Bibliotheek van Israël: 987007567500705171
- Virtual International Authority File: 133823897
- WorldCat: E39PBJymFyj8tGGYpmk4Wq4g8C